# جوزف استفان
یوزف اشتفان (به زبان اسلوونیایی:Jožef Stefan) (زاده ۲۴ مارس ۱۸۳۵ – درگذشته ۷ ژانویه ۱۸۹۳) فیزیک‌دان، ریاضی‌دان و شاعر اسلوانیایی و شهروند اتریشی بود.

## زندگی و کار
استفان در دهکده سنت پیتر در حومه شهر ابنتال (امروزه در حوزه کلاگن‌فورت) در امپراتوری اتریش به دنیا آمد. پدرش الکساندر در سال ۱۸۰۵ و مادرش ماریا استارتینیک در سال ۱۸۱۵ به دنیا آمده بودند. پدر و مادرش هر دو اسلوانیایی بودند. پدرش دستیار آردسازی و مادرش خدمتکار بود.
یوزف تحصیلات ابتدایی خود را در کلاگن‌فورت گذراند و در آنجا استعداد خود را نمایان ساخت؛ آنان به وی توصیه کردند که تحصیلات خود را ادامه دهد در نتیجه در سال ۱۸۴۵ وی به دبیرستان کلاگن‌فورت رفت. بعد از ادامه تحصیل در زمان دبیرستان او به علاقه فوق‌العاده خود نسبت به دانش فیزیک پی برد. او در سال ۱۸۵۳ برای فراگیری ریاضی و فیزیک به وین رفت. استاد فیزیک وی در دبیرستان کارل روبیدا بود که نخستین کتاب درسی فیزیک به زبان اسلوانیایی را نوشته بود. اشتفان سپس در سال ۱۸۵۷ دانش‌های ریاضی و فیزیک را در دانشگاه وین فراگرفت. او همچنین در دوران دانشجویی، شعرهایی به زبان اسلوانیایی سرود. او از سال ۱۸۶۶ مدیر بنیاد فیزیک و استاد دانشگاه وین شد و پس از مدتی معاون مدیر آکادمی علوم وین و عضو بسیاری از نهادهای علمی اروپا گردید.
او در پژوهش‌نامه‌های آکادمی علوم دانشگاه وین، نزدیک ۸۰ مقاله به چاپ رساند و شناخته‌شده‌ترین آن‌ها دربارهٔ منشا فیزیکی قانون توان و می‌گفت که تابش از جسم سیاه j* با چهارمین توان دمای ترمودینامیک (T) آن متناسب است:
{\displaystyle j^{\star }=\sigma T^{4}}